# Vadão
Oswaldo Fumeiro Alvarez, dit Vadão, est un footballeur brésilien né le 21 août 1956 à Monte Azul Paulista (État de São Paulo) et mort le 25 mai 2020 à São Paulo (État de São Paulo), reconverti entraîneur.

## Biographie
Vadão entraîne de nombreux clubs au Brésil et un club japonais, le Tokyo Verdy.
Il est le sélectionneur de l'équipe du Brésil féminine de 2014 à 2016. Il participe avec cette équipe à la Coupe du monde féminine 2015 et aux Jeux olympiques d'été de 2016.
Il revient à ce poste en 2017. Il remporte la Copa América féminine 2018. Il quitte le poste de sélectionneur le 22 juillet 2019 après avoir emmené son équipe au Mondial 2019.